# ヒューマンアカデミー高等学校
ヒューマンアカデミー高等学校（ひゅーまんあかでみーこうとうがっこう）は、長野県木曽郡南木曽町に存在した私立の単位制・通信制高等学校。

## 概要
内閣府および文部科学省より「南木曽町教育特区」の認定を受け、ヒューマンアカデミーが2009年（平成21年）4月に開校した。
沖縄県に設置された学校法人佐藤学園への移管に伴い、木曽本校は2014年（平成26年）3月で廃校となった。在校生・職員は新設されるヒューマンキャンパス高等学校へ転籍となった。

## 学習センター（廃止当時）
- 北海道 - 札幌、旭川
- 東北 - 仙台
- 関東 - 東京、渋谷、原宿、新宿、立川、横浜、大宮、千葉、茂原、宇都宮
- 中部 - 新潟、三条、湯沢、十日町、佐渡、河口湖、名古屋
- 近畿 - 大阪・心斎橋、大阪・長堀橋、神戸、和歌山
- 中国 - 広島
- 九州・沖縄 - 福岡、北九州、熊本、鹿児島、那覇

## ラジオ番組
FM-NIIGATAにて教養ミニ番組である『ヒューマンアカデミー高等学校FM-NIIGATA校!!』を毎週火曜日の『SCHOOL OF LOCK!』内で放送されている。